# Fountaingrove Round Barn

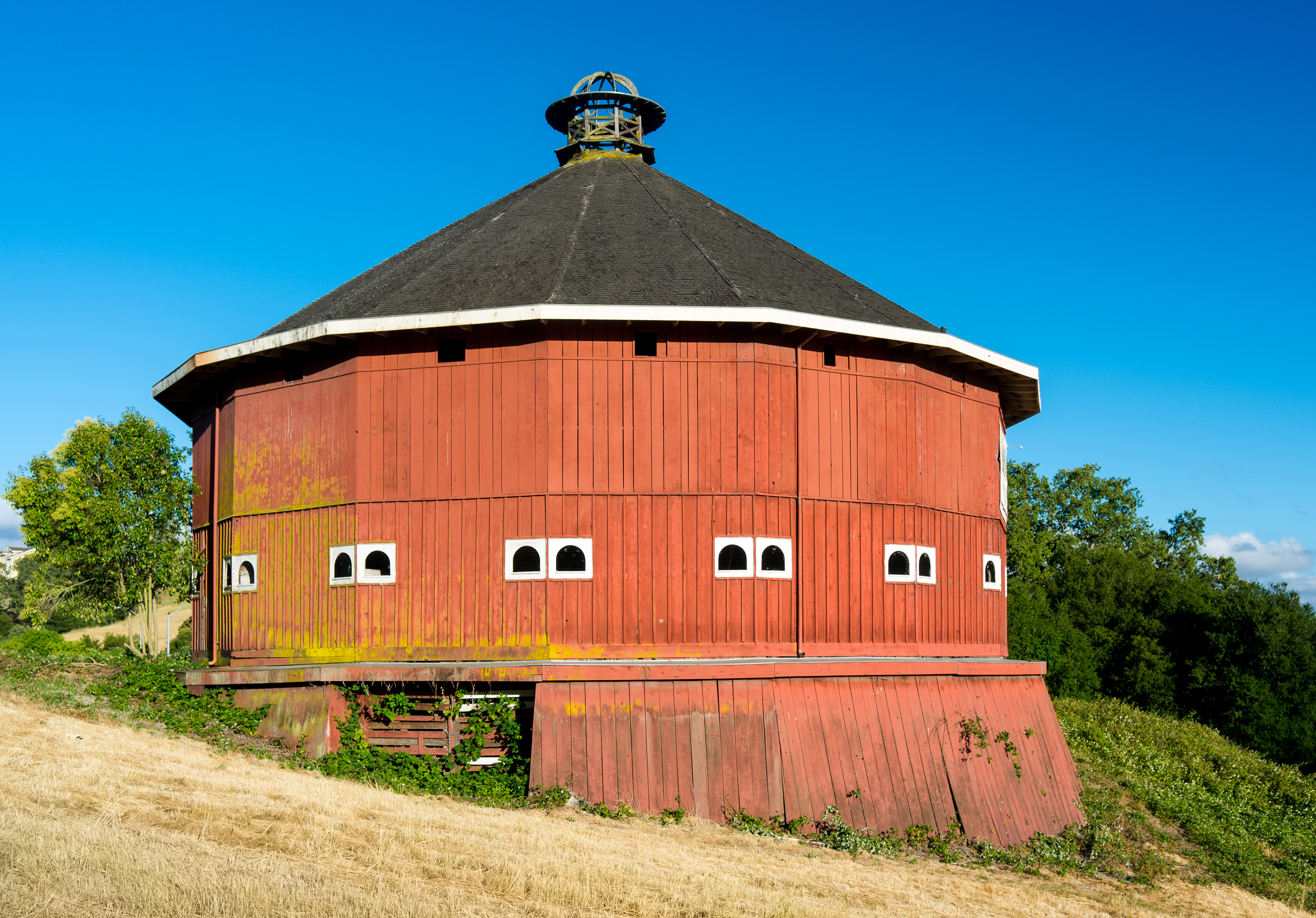
Die Scheune im Juni 2012

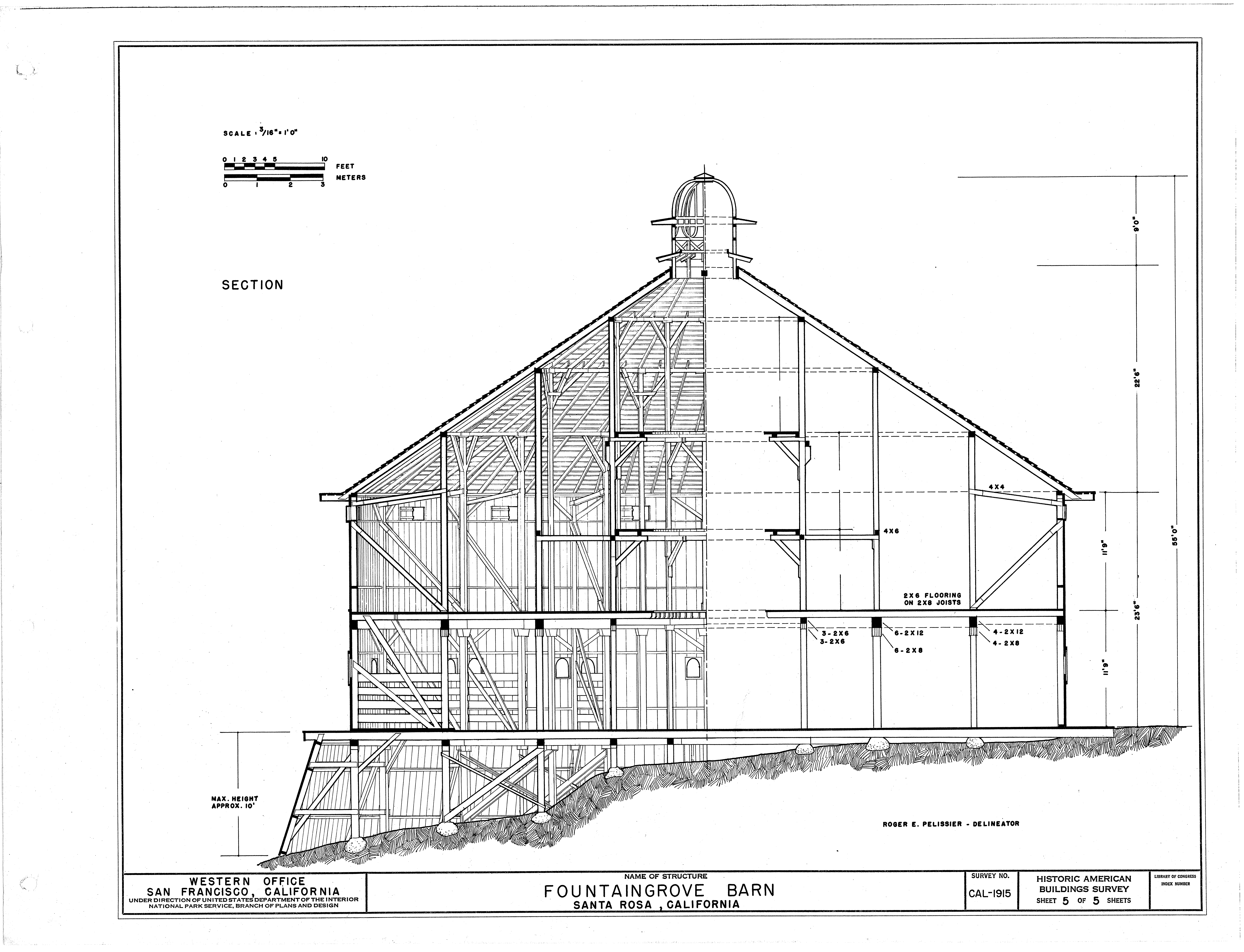
Historischer Aufriss

Die Fountaingrove Round Barn war eine historische Rundscheune in der Nähe von Santa Rosa im US-Bundesstaat Kalifornien. Das Holzgebäude war eine bedeutende Sehenswürdigkeit von Santa Rosa und wurde im Oktober 2017 bei den in Sonoma County wütenden Waldbränden zerstört. Die Scheune lag am Fountaingrove Parkway und dem Round Barn Boulevard.

## Geschichte
1875 war eine Gruppe von Mitgliedern der Brotherhood of New Life-Utopie-Kommune aus New York nach Sonoma County gekommen, um hier unter Leitung von Thomas Lake Harris eine spirituelle Kommunität, das Weingut Fountain Grove, zu gründen. Zu den ersten Kommunenmitgliedern gehörte der Japaner Kanaye Nagasawa, der später die Leitung der Gemeinschaft übernahm, ein beachteter Winzer war und als „Baron of Fountaingrove“ bekannt wurde. Er beauftragte 1898 den aus Napa County zugezogenen John Clark Lindsay mit der Errichtung einer Scheune für die Pferde, die im Weinbau eingesetzt wurden. Sie sollte ein abgebranntes Vorgängergebäude ersetzen. Die 1899 fertiggestellte Scheune hatte der Architekt Louis Cowles entworfen; sie war mit sechzehn Seiten und 28 nach innen ausgerichteten Stallboxen ausgestattet. Je zwei kleine Fenster an jeder der sechzehn Seiten grenzten an die Fenster der angrenzenden Seite. Das Gebäude hatte einen Durchmesser von 70 und eine Höhe von 60 Fuß. Es war ursprünglich weiß mit roten Verzierungen gestrichen. Nachdem die bereits verfallenen Ziegelbauten des ehemaligen Weingutes im Jahr 2015 abgerissen worden waren, war die Scheune das letzte verbliebene Gebäude des Fountaingrove-Weinbaubetriebes. Sie brannte am 9. Oktober 2017 ab.